# Моруна
Моруна (лат. Huso huso) је слатководна риба која према традиционалној систематици приприпада инфракласи штитоноша (лат. Chondrostei) и породици Acipenseridae.

## Опис
Као и све штитоноше, имају хрскавичав скелет, али им је тело покривено са пет редова коштаних плочица (по томе су добиле назив). Нарочито је заштићен кров лобање. Ове кости на телу су кожног порекла. Зато су им крљушти (иначе ганоидне) редуковане, осим у пределу репа. Тело им је вретенастог облика, али ипак здепастије у поређењу са јесетром и кечигом, а и није толико истакнуто петострано. Репно пераје је хетероцерно (асиметрично). Глава је ка напред оштро извучена (али не толико као код других штитоноша) па се уста налазе на доњој страни главе и у њима нема зуба. Испод уста налазе се израштаји у виду бркова, који, због слабо развијеног чула вида, представљају главне чулне органе који им помажу у тражењу хране, углавном риба, ређе шкољки и других мекушаца, као и ракова. Велика је грабљивица и постоји податак да је појела младунче фоке. У желуцу моруне су биле пронађене и крупније рибе, па чак и птице.
Моруна је највећа слатководна риба (и самим тим највећа штитоноша). Постоје подаци да су ловљене моруне тешке 1.400-1.500 kg и дугачке 9 метара. Може да живи дуже од 100 година.

## Станиште и распрострањеност
Насељава воде Каспијског језера, Црног и Азовског мора. Има је и у источном делу Средоземног мора и његовим сливовима. У мору се више удаљава од ушћа него јесетра.
До изградње ђердапске бране у Србију је доспевала и у горње токове Дунава. Данас је то немогуће и може се наћи у доњем току испод Ђердапа. Изградњом бране, мелиорацијом и загађивањем вода та риба је данас угрожена, па се приступа вештачком узгоју и порибљавању.

## Размножавање
Живи углавном при морском дну, али за време размножавања мигрира у слатке воде (анадромне врсте). Мрешћење се обавља с пролећа и у јесен. Овај пут је често веома дуг тако да износи од неколико стотина до хиљаду километара. Ова појава указује да су реке примарно станиште ових риба, из кога су касније продрле у мора. Женке полажу милионе сивкастоцрних јаја која се прилепе за камење на месту мреста и ту се и оплоде (спољашње оплођење). После излегања из јаја младе јединке мигрирају низводно у море.

## Значај
Месо моруне је врло укусно. Од њене икре се прави кавијар. Од икре се прави и чувени астрахански кавијар. Од ове рибе се користи и рибљи мехур за израду лепка. Не може се узгајати у слатководним рибњацима, јер део свог живота проводи у мору.